# Molsosa
|  | Aquest article tracta sobre el personatge de la Molsosa. Si cerqueu el municipi del Solsonès, vegeu «La Molsosa». |

La Molsosa és un personatge de la mitologia catalana, descrita pels carboners de la Cerdanya com una mena de bèstia de quatre potes, amb el cos cobert de molsa o d’un pelatge herbós. La seva característica principal és que per allà on passava deixava un rastre o camí de molsa verda, fresca i humida. És una divinització de la humitat vegetal dels boscos que produeix la molsa, tan important per a l'ecosistema forestal durant tot l'any i que a més pot ajudar a evitar incendis forestals.
Se la relaciona amb les antigues deesses-mare paleolítiques i protectores del bosc. L'espanta el foc i les fumeres, que procura apagar i, per això, era temuda pels vells carboners cerdans, que li dedicaven una dansa ritual en iniciar la campanya. Com que era la guardiana dels boscos no els perdonava que talessin els arbres. Els carboners creien que els atacava per tallar els arbres, però hi mantenien una relació d'amor i odi amb ella. Segons Joan Amades al Folklore de Catalunya aquests carboners, quan començaven la campanya, abans que res feien la barraca i, un cop acabada, duien a terme un antic ritual per protegir-la. Primer, de lluny, hi tiraven pedres amb un mandró o fona; després, per guardar-la del vent, en tiraven enlaire, set a cadascun dels quatre punts cardinals; i, en acabat, per guardar-la del foc, hi voltaven saltant i ballant amb un buscall encès a la mà.
Era vista sovint de finals de setembre a finals d'octubre, encara que durant l'any també fa petites aparicions. Algunes llegendes expliquen que els homes del bosc, sovint, s'hi aparellaven, ja que la seva saviesa en temes de naturalesa, els facilitava fer-se rics. Tenia tanta fal·lera per ser mare que, fins i tot, segrestava la canalla que passaven pel bosc, i els cuidava amb tot el seu amor fins que es feien grans. Així doncs es pot relacionar el seu aspecte amb les fades, les dones d'aigua i les deesses del bosc, que apareixien a les fonts, els llacs, les gorges o els rius.